# 張月娥
張月娥（1927年—2020年3月22日），臺灣新北市瑞芳區人，音樂教師，長年在宜蘭縣教導中華民國國樂與保存歌仔戲。

## 生平

### 早年
張月娥為1927年生於瑞芳，本家在雙溪。她因父親從事相思樹加工作礦坑樑柱，而四處搬家，小學就住過礁溪、四結、宜蘭街、到頭城。
十二歲時，張月娥大三歲的姊姊去世，張月娥便以音樂度過此變故。張月娥考上蘭陽高等女學校第三屆學生，高二時跟著日本教師織田永生學習音樂。多年後，張月娥回憶求學期間受音樂老師的照顧，使得她也想把所學傳承給下一代。

### 教職
張月娥高中畢業後，在織田永生介紹下去礁溪公學校擔任音樂輔導員。謝月琴自1944年任教礁溪公學校，直到1957年調任礁溪中學音樂教師。她所生的四男三女，多從事教職或跟音樂相關工作。
1966年，張月娥去臺灣省訓練團學習國樂概論及國樂團組訓後，從此愛上國樂。1968年3月16日，教育部文化局成立音樂年策進委員會，推行音樂教育。同一年，張月娥為成立礁溪國中國樂團，自費購買許多樂器作團練。曾為團員的采風樂坊團長黃正銘回憶，過去胡琴價格等於一台鐵牛車，家人不願意買給他學音樂，結果張老師送他一把。
1971年，礁溪國中國樂團第一次參加全縣音樂比賽就得到優等獎，其後卅年來總共得到過近五十次的優等和甲等獎。團員傅永和國中畢業，以第二名成績考取藝專國樂科、同時考取宜蘭高中時，張月娥親自去傅永和家中，說服家長讓孩子讀藝專，並資助新台幣5000元。

### 退休
1986年，張月娥從陳旺欉學習歌仔戲，進而退休後獨力進行傳統歌仔戲曲調的採集，將工尺譜轉換成五線譜。她對本地歌仔戲的紀錄，寫成〈本地歌仔音樂之調查與探討〉此書。
張月娥也將母親張林蕉記得的唸歌唱曲作紀錄，共五十多篇，主要是四句聯。張林蕉的故事被翻拍成《大愛劇場》戲劇「背影」，由邱秀敏主演。
1996年12月14日，已七十歲的張月娥因培育國樂人才、整理歌仔戲傳統曲調，獲仰山文教基金會頒第三屆噶瑪蘭獎。當時報媒以張月娥培育自己兒子東吳大學音樂系副教授張玉樹、蘭陽國樂團指揮陳文漢、蘭陽戲劇團員黃殷鐘、藝術學院任教的朱文瑋、當代樂坊的林永塗等音樂人才，而喻為「蘭陽平原的國樂之母」。得獎當天，張月娥當場將獎金30萬元與自己的20萬元捐出，作推展歌仔戲。
2000年1月15日，礁溪國中國樂隊卅週年慶祝酒會上，除地方政治人物到場之外，國家交響樂團低音首席傅永和、當代樂坊創辦人李建興、草山樂坊創辦人黃春興，以及任教於台北藝術學院的朱文瑋、中道中學的林鴻欽等，一起感念創辦人張月娥。
原先當代樂坊執行長李建興策畫要為老師張月娥拍攝紀錄片，但張月娥在2015年12月中風昏迷。2020年3月22日凌晨2點，張月娥去世。總統府為表彰其對傳統音樂的貢獻，於4月17日核定頒發褒揚令。4月26日，縣長林姿妙至張月娥家中轉頒褒揚令，由張月娥次女林美華代表受頒。

## 紀念
宜蘭市阿媽故事館服務的宜蘭市文史工作者張美鳳，將張月娥的貢獻在網路上發布。宜蘭縣府文化局把張月娥2017年捐贈給臺灣戲劇館樂譜手稿彙整編成《傾聽舊卷~張月娥樂譜遺稿集》，2022年12月18日下午在文化局舉行新書發表會。